# Medal im. Ludwika Waryńskiego
Medal im. Ludwika Waryńskiego – polskie odznaczenie okresu PRL ustanowione w 1984 roku dla uhonorowania działaczy PZPR z co najmniej 25-letnim stażem.

## Opis odznaki
Odznaka wykonana była z pozłacanego i oksydowanego metalu. Miała średnicę 34 mm. Na awersie przedstawiono ośmioramienną gwiazdę pokrytą czerwoną emalią, na której znajduje się gwiazda złocona o ośmiu ostro zakończonych promieniach, a pośrodku niej popiersie Ludwika Waryńskiego otoczona napisem "ZA POLSKĘ I SOCJALIZM". Na rewersie umieszczono skróty nazw PZPR, PPS, PPR, KPP, PPS-LEWICA, SDKPiL, WIELKI PROLETARIAT.
Medal zawieszany był na wstążce o barwie czerwonej z dwoma paskami białymi wzdłuż brzegów (2mm) i paskiem białym biegnącym środkiem (4mm). Szerokość całej wstążki wynosiła 40 mm.